# Јудеопољска
Јудеоопољска, такође Јудео-Полониа, је антисемитска теорија завере која поставља будућу јеврејску доминацију у Пољској.
Идеја има своје корене у књизи Јулијана Урсина Нимцевича из 1858. године, али није добила значај у антисемитским публикацијама све до око 1900.
Године 1912, писац Теодор Јеске-Чоински је у својој књизи наводи Јевреје који реторички кажу: „Ако нам не дозволите да успоставимо 'јудео-полонску државу' и нацију 'јудеопољског народа', ми ћемо вас задавити.
Овај мит је с времена на време оживљавао у вези са Боденхајмеровим планом (Лига источноевропских држава), пре свега од стране Анџеја Лезека Шешњака у својим књигама Јудеополониа (2001) и Јудеополониа II (2002). Золтан Халаси пише да Шешњак представља Јевреје као „доушнике за цара“, „затегнуте хијене“ и „арогантне тлачитеље пољског народа“. Шешњак даје име Јудеополониа Лиги источноевропских држава, предложеној немачкој држави-клијенту са јеврејском аутономијом, коју је за територију између Немачке и Русије предложио Deutsches Komitee zur Befreiung der Russischen Juden 1914.